# ماتياس جابو
ماتياس جابو (بالألمانية: Matyas Szabo) هو مبارز سيف عربي ألماني من أصل روماني مجري ولد في يوم 19 أغسطس 1991 في مدينة دورماغن في ألمانيا، أبرز إنجازاته هو فوزه بالميدالية الذهبية بطولة العالم في قازان في روسيا مع الفريق الألماني.

## روابط خارجية
- ماتياس جابو على موقع الاتحاد الدولي للمبارزة (الإنجليزية)
- ماتياس جابو على موقع الاتحاد الأوروبي للمبارزة (الإنجليزية)
- ماتياس جابو على موقع اللجنة الأولمبية الدولية (الإنجليزية)
- ماتياس جابو على موقع أوليمبيديا (الإنجليزية)
- ماتياس جابو على موقع اللجنة الأولمبية الألمانية (الألمانية)